# Vranovci (Vrapčište)
Vranovci (makedonsky: Врановци, albánsky: Vranoc) je vesnice v Severní Makedonii. Nachází se v opštině Vrapčište v Položském regionu. 
Podle sčítání lidu z roku 2002 žije ve vesnici 480 obyvatel. Etnickými skupinami jsou:
- Albánci – 477
- Turci – 2
- ostatní – 1